# Boyd van der Vuurst de Vries
Boyd Kjeld van der Vuurst de Vries (Delft, 16 augustus 1999) is een Nederlands basketballer.

## Carrière
Van der Vuurst de Vries speelde van 2017 tot 2021 voor de Den Helder Suns, hij won twee keer de MVP onder 23 en in 2018 ook de DBL Rookie of the Year en werd verkozen tot DBL All-Rookie Team. In 2021 tekende hij in de Belgische competitie bij Okapi Aalst maar wisselde die al snel in voor het Spaanse AB Castelló. Voor het seizoen 2022/23 tekende hij Landstede Hammers en speelde er een seizoen. In de zomer van 2023 keerde hij terug naar Den Helder Suns.
In de zomer van 2024 keerde hij terug naar Landstede Hammers.

## Privéleven
Boyds broer Keye van der Vuurst de Vries is ook een profbasketballer.

## Erelijst
- MVP onder 23: 2018, 2021
- DBL Rookie of the Year: 2018
- DBL All-Rookie Team: 2018